# Naturschutzgebiet Knickhagen
Das Naturschutzgebiet Knickhagen mit einer Größe von 10,94 ha liegt nördlich von Oberschledorn im Stadtgebiet von Medebach. Es wurde 2003 mit dem Landschaftsplan Medebach durch den Hochsauerlandkreis als Naturschutzgebiet (NSG) ausgewiesen. Das NSG ist Teil des Europäischen Vogelschutzgebiets Medebacher Bucht. Es beginnt nahe dem Dorfrand von Oberschledorn.

## Gebietsbeschreibung
Im NSG handelt es sich um ein Grünlandtal. Im Talgrund finden sich auch Bereiche mit Feuchtgrünland. Im NSG brüten Heckenbrüter wie Neuntöter.

## Pflanzenarten im NSG
Im NSG kommen gefährdete Pflanzenarten vor. Auswahl vom Landesamt für Natur, Umwelt und Verbraucherschutz Nordrhein-Westfalen dokumentierter Pflanzenarten im Gebiet: Acker-Witwenblume, Aufgeblasenes Leimkraut, Bachbunge, Brennender Hahnenfuß, Echtes Labkraut, Echtes Mädesüß, Gänseblümchen, Gamander-Ehrenpreis, Geflecktes Johanniskraut, Gewöhnliche Pestwurz, Gras-Sternmiere, Große Sternmiere, Großer Wiesenknopf, Hain-Sternmiere, Heil-Ziest, Kleine Braunelle, Kleinblütiges Weidenröschen, Krauser Ampfer, Kriechender Günsel, Kriechender Hahnenfuß, Kuckucks-Lichtnelke, Magerwiesen-Margerite, Moor-Labkraut, Moschus-Malve, Quellen-Hornkraut, Rundblättrige Glockenblume, Scharfer Hahnenfuß, Schlangen-Knöterich, Schmalblättriger Merk, Spitz-Wegerich, Spitzlappiger Frauenmantel, Sumpf-Dotterblume, Sumpf-Vergissmeinnicht, Vogel-Wicke, Wald-Engelwurz, Wald-Veilchen, Weißes Labkraut, Wiesen-Bärenklau, Wiesen-Platterbse, Wiesen-Schaumkraut, Zaun-Wicke, Zottiges Weidenröschen.

## Schutzzweck
Das NSG soll das Tal mit seinem Grünland und seinem Arteninventar schützen. Wie bei allen Naturschutzgebieten in Deutschland wurde in der Schutzausweisung darauf hingewiesen, dass das Gebiet „wegen der Seltenheit, besonderen Eigenart und Schönheit des Gebietes“ zum Naturschutzgebiet erklärt wurde.